# Antonio Tapia
Antonio Tapia Flores (Baena, Córdoba, 13 de noviembre de 1959) es un entrenador de fútbol español.

## Trayectoria

### Jugador
A finales de los años 70 llegó a jugar en el Club Atlético Malagueño, actual Málaga CF, por entonces filial del CD Málaga. Posteriormente jugaría en el CD Fuengirola.

### Entrenador
En 1986 inicia su periplo como entrenador, entrenando al CD Mijas durante tres años. Posteriormente entrenaría a otros equipos de la provincia de Málaga, como el CD Fuengirola o el CD Los Boliches.
En 1994 pasa a ser segundo entrenador del Málaga CF, cargo que ocupó hasta 1996, cuando pasó a ser el segundo entrenador del Cádiz CF.
En 1997 pasaría a ser el entrenador del Polideportivo Ejido, con el que conseguiría el ascenso a la Segunda División en el año 2001. Pero en octubre de 2001, apenas iniciada la temporada 2001-02, sería destituido por los malos resultados (el equipo almeriense era penúltimo tras 11 jornadas).
Al año siguiente pasó a dirigir al Málaga B, con el que también conseguiría el ascenso a la Segunda División en el año 2003.
Tras un año y medio al mano del filial, se hizo cargo del primer equipo del Málaga CF a principios de 2005, después de la destitución de Gregorio Manzano. Protagonizó "el efecto Tapia" tras su llegada, al sacar al equipo de los puestos de descenso para alcanzar una cómoda permanencia. Sin embargo, a mediados de la temporada siguiente, con el equipo malacitano como colista al inicio de la segunda vuelta, Antonio Tapia fue cesado y reemplazado por Manolo Hierro, que no podría evitar el descenso.
En 2006, pasó a entrenar nuevamente al Polideportivo Ejido, pero solo duró una temporada en el cargo pese a lograr la permanencia.
En la temporada siguiente, dirigió al Granada 74, pero no terminaría la temporada al ser despedido por tener al conjunto andaluz rozando los puestos de descenso.
En junio de 2008, se confirmó su fichaje como nuevo entrenador del Málaga CF para la temporada 2008-09. En esa campaña, Tapia llevó al conjunto blanquiazul al 8.º puesto, a las puertas de entrar en competiciones europeas, siendo considerado en ese campeonato el equipo revelación de 1.ª División.
Voluntariamente, no renovaría como entrenador del Málaga para escuchar nuevas ofertas, aceptando la del recién descendido Real Betis Balompié. Tapia entrenaría en 2.ª División para intentar el ascenso en la temporada 2009-10. Sin embargo, en el Betis las cosas no fueron bien y a mediados de temporada, justo a final de la primera vuelta y con el conjunto verdiblanco en 8.º puesto, fue cesado y sustituido por Víctor Fernández.
El domingo 23 de enero de 2011, fue nombrado entrenador del CD Tenerife a mitad de campeonato, pero tras sólo 11 jornadas (3 victorias, 2 empates y 6 derrotas), el club canario le despidió.
En el año 2005 fue nombrado hijo adoptivo de la ciudad de Fuengirola.
En 2012 regresó al Málaga CF en calidad de asesor deportivo.
Entre 2017 y 2018, fue coordinador de cantera del Málaga CF.
El 19 de junio de 2022, se convirtió en segundo entrenador del Málaga CF, junto a Pablo Guede. Después de la destitución del técnico argentino, Tapia abandonó su puesto de segundo entrenador en el banquillo malaguista.

## Clubes

### Como jugador
| Club          | País   | Año       |
| ------------- | ------ | --------- |
| CA Malagueño  | España | 1977-1978 |
| CD Fuengirola | España | 1978-¿?   |

### Como entrenador
| Club                             | País   | Año       |
| -------------------------------- | ------ | --------- |
| C. D. Mijas                      | España | 1986-1989 |
| C. D. Fuengirola                 | España | 1990-1992 |
| C. D. Los Boliches               | España | 1992-1994 |
| Cádiz C. F. (Segundo entrenador) | España | 1998-1999 |
| Pvo. Ejido                       | España | 1999-2002 |
| Málaga C. F. "B"                 | España | 2002-2005 |
| Málaga C. F.                     | España | 2005-2006 |
| Pvo. Ejido                       | España | 2006-2007 |
| Granada 74                       | España | 2007-2008 |
| Málaga C. F.                     | España | 2008-2009 |
| Real Betis                       | España | 2009-2010 |
| C. D. Tenerife                   | España | 2011      |